# WIBP-CorV
WIBP-CorV est l'un des deux vaccins contre la COVID-19 inactivés développés par Sinopharm. L'autre étant BBIBP-CorV .

## Développement
En avril 2020, la Chine a approuvé des essais cliniques pour un candidat vaccin contre la COVID-19 développé par le Beijing Institute of Biological Products (BBIBP-CorV)  de Sinopharm et le Wuhan Institute of Biological Products (WIBP-CorV). Les deux vaccins sont des vaccins à virus entiers inactivés chimiquement contre le COVID-19.
Le 13 août, le Wuhan Institute of Biological Products a publié les résultats intermédiaires de ses études cliniques de phase I (96 adultes) et de phase II (224 adultes). Le rapport a noté que le vaccin avait un faible taux d'effets indésirables et avait démontré une immunogénicité, mais une évaluation à plus long terme de l'innocuité et de l'efficacité nécessiterait des essais de phase III.
Sinopharm a déclaré que l'efficacité de WIBP-CorV est de 72,51 %, inférieure à celle de 79,34 % de BBIBP-CorV.

## Autorisation
La Chine et les Emirats Arabes Unis ont accordé une autorisation d'urgence au vaccin.